# 空島 (ONE PIECE)
- ONE PIECE
  - ONE PIECEの地理 > 空島 (ONE PIECE)
  - ONE PIECEの登場人物一覧 > 空島 (ONE PIECE)

空島（そらじま）は、漫画『ONE PIECE』に登場する架空の島。

## 概要
空に浮かぶ島。空高く積み上げられた雲「積帝雲」の表面にある。積帝雲の内部は大きく2つの層に分かれており、それぞれ白海（はくかい。7000m上空）と白々海（はくはくかい。10000m上空）という。このことから、分かりやすい表現として「空島」と言われているが、実際には海が浮いたものである。
青海（せいかい。空島から見た通常の海の呼び名）から空島に行くには、「ハイウエストの頂」という地点を経由する方法と、「突き上げる海流（ノックアップストリーム）」に乗る方法の2つがある。ハイウエストの頂を通る場合は途中で船員の多くを失い、「突き上げる海流」に乗る場合も全員が無事に辿り着けるか全滅するかのどちらかと、かなりのリスクを伴う。いずれにしても、空島に行くことはたいへん困難であり、青海との交流はほとんどない。その結果、青海の人々の多くは、空島は単なる伝説と考えるに至っている。
空島の生活と文化は、雲と貝（ダイアル）に支えられている。雲はその性質によって「海雲」と「島雲」に分けられるが、空島の人々は島雲を加工して道具を作る。また、貝は白々海に生息するもので、その内部に音や風などを蓄えることができる。貝を使った道具の典型的なものがウェイバーという小型の船で、貝に蓄えた風を利用して海上を自由に移動することができる。
空島は島雲で出来ており、青海では当たり前の「土」が存在しない。空島の人々は土（地面）を「大地（ヴァース）」と呼び、永遠の憧れの対象になっている。鉄やカボチャといった土がなければ存在し得ないものは、元々空島にはなく、またゴムのように青海では一般的な物も空島では存在しない。
ジャヤ周辺において積帝雲と共に現れる巨大な怪物の影が見えることがあるが、正体は空島にいる者が太陽の光によって照らされ、深い霧に映し出されたものである（ブロッケン現象の原理）。

## 地理

### スカイピア

スカイピアの地図

白々海に浮かぶ「神の国」。その住民である空の者は、背中に羽のようなものをつけている。背中の羽はスカイピアの住民と神の軍団とでは形が異なるほか、神であるガン・フォールとエネルには羽がついていない。コニスをはじめ住民の多くは、髪の一部を触角のようにした「天然アドバルーンヘア」（通称：天アド）という髪形をしている。挨拶は「へそ」。通貨単位は「エクストル」で、1万エクストルが1ベリーに値する。
約400年前、青海に存在したジャヤ島の一部が「突き上げる海流」によりスカイピアに運ばれた際、空の者はこれを武力で制圧した。それ以来、空の者は本来空島にない大地（ヴァース）を確保するため、ジャヤの先住民シャンディアはその故郷を奪還するため、長い戦いを繰り広げていた。
スカイピアは代々「神」と呼ばれる首長を据え、ルフィたちが訪れたときは神（ゴッド）・エネルがその座にあった。神の下に、神官、神兵、警察であるホワイトベレー部隊がある。
天国の門
白海にある、スカイピアの門。上層であるスカイピアに入るには、入国料一人10億エクストル（10万ベリー相当）を払わなければならない。
エンジェル島
空の者が住む島。繁華街「ラブリー通り」がある。
神の島（アッパーヤード）
神が住む「聖域」で、禁断の地。かつてのジャヤ島の一部。絶対に足を踏み入れてはならない場所と言われている。
雲隠れの村
シャンディアが住む村。神の島を挟んでエンジェル島の反対側にある。
雲の果て（クラウド・エンド）
白海の東の最果てにある、青海に降りる出口。
ワゴームランド
2年後のスカイピアにできた遊園地。入口には、スカイピアに輪ゴムを伝えたウソップの像が建てられている。

### ビルカ
スカイピアのはるか南東に位置した空島で、エネルの生まれ故郷。8年前、エネルの手により影も形もなく消え去ったという。月のことを「限りない大地（フェアリーヴァース）」と呼び、神の住む聖地とする伝説があった。月にある古代都市の名と同じだが、関係は定かでない。

### ウェザリア
天候を科学する小さな空島。ハレダスらによって造られた人工空島で、風の赴くまま世界中の空を漂い、時に青海に下りては物資と情報を入手して旅を続けている。天候によって移動速度が左右される。ナミがバーソロミュー・くまによって飛ばされた島。

### 廃墟バロンターミナル
新世界のキッド海賊団アジトの上空にある空島。子供がうっかり飛ばしてしまった「風船の終着駅」であり、島の底にはおびただしい数の風船がくっついている。ドレスローザ編で、ウルージが傷を癒やすため滞在していた。また、カイドウがこの島から飛び降り自殺を図った。

## 人物

### スカイピア（人物）
ガン・フォール
声 - 八奈見乗児（153話 - 195話）、市川猿之助（エピソードオブ空島）、佐藤正治（967話）
「空の騎士」を名乗るフリーの傭兵。
スカイピア出身。66歳→68歳。誕生日は12月22日。身長180cm。いて座。血液型X型。好物はカボチャのジュース。
甲冑を身に付けた老人。戦闘ではジャベリンと衝撃貝を駆使して戦う。カボチャを愛する好好爺だが、民のために身を投じて戦う芯の通った性格を持っている。普段はエネルの「心綱」が届かない場所にある小屋に住み、カボチャの栽培をしている。麦わらの一味からは「変な騎士」と呼ばれる。
20年以上前に空島を訪れたゴール・D・ロジャーと親交を深め、友人となった。ルフィにロジャーの面影を重ねている。海賊であるにもかかわらず人柄がよかったロジャーを認めていることから「本来は悪であっても善人」で「善のはずでも悪人であることがある」という価値観を持っている。
かつてはスカイピアの「神」の座に就いていたが、8年前、スカイピアに現れたエネルにその座を追われた。以後、かつての部下である神隊が囚われたことを気にかけ、脱走者を逃がすために傭兵となった。神の座にあった頃から空の者とシャンディアの共存を図り、両者間の戦いを終結させようと苦悩していた。その姿勢は現在でも変わらず、空の者とシャンディアの双方から一定の信頼を集めている。島の歌声を耳にしたとき戦いが終わると信じている。
麦わらの一味を襲撃したワイパーを退け、「突き上げる海流」に乗るという「生か死」しかない方法で空島にやってきたルフィ達の実力を認め、彼らに助力を約束しホイッスルを手渡す。チョッパーからのSOSに応じ、神官シュラと対峙するも紐雲に動きを封じられ、重傷を負う。サバイバルでは怪我を押して神の島に乗り込み奮闘するも、エネルに敗れ脱落した。エネルが空島から消えた後は、酋長の説得とスカイピアの住人の要望により再び神の座についた。
ピエール
声 - 粗忽屋西神戸店
ガン・フォールの相棒である天点鳥。誕生日は10月8日。てんびん座。好物はニンジン。
動物系悪魔の実「ウマウマの実」の能力者。鳥獣形態だとペガサスになるが、水玉模様のため優美ではない。
主人であるガン・フォールを慕っており、彼を悪く言う者は許さず、馬の形態で噛みついて制裁を加える。
コニス
声 - 高橋理恵子
スカイピアの住人の少女。
スカイピア「エンジェルビーチ」出身。19歳→21歳。誕生日は5月20日。身長176cm。おうし座。血液型F型。好物はパンプキンコーヒー。
穏やかで大人しい性格だが、芯が強い面もある。武器は炎砲。雲ギツネのスーを連れている。
空島に着いたルフィ達に、空島の文化や生活を教えた。一旦は国民の義務に従って不法入国者のルフィ達を裁きの地に誘導しようとしたが、罪の意識に耐えかねて事情を話してしまったため、自らも裁きの対象となった。その後、ルフィ達を逃がそうと決意し、彼らの冒険が終わるまでメリー号を預かることになる。この途中、神隊のモイルから「スカイピアが消される」と伝えられたため、スカイピアの全住民を救うべく、裁きで殺される危険を冒して住民を説得した。ルフィ達が青海に帰還する際は、パガヤと共に見送った。
新世界編では、ラキと共にパンプキンカフェを経営している。
スー
声 - 粗忽屋武蔵野店
コニスのペットの雲キツネ。「スー」という鳴き声が特徴。誕生日は9月24日。てんびん座。好物は油揚げ。
パガヤ
声 - 大場真人
コニスの父。「貝船」のエンジニア。
スカイピア「エンジェルビーチ」出身。52歳→54歳。誕生日は8月17日。身長179cm。しし座。血液型F型。好物はスカイロブスター。
自分が怪我しても周りを気遣うなど、腰が低く礼儀正しい男性。娘のコニスにも敬語を使っている。口癖は「すいません」。
麦わらの一味を庇ったことでコニスと共に裁きの対象となり、ルフィ達の空島逃亡に協力する。モイルからスカイピアが消されることを伝えられた際、コニスを庇い裁きを受けたが、下層の白海へ落ちただけで無事だった。
アマゾン
声 - 山本圭子
「天国の門」監視官である老婆。
スカイピア出身。77歳→79歳。誕生日は8月4日。身長120cm。しし座。血液型X型。好物は空豆茶。
スカイピアの入り口にある「天国の門」で、出入国者に対して意思の確認と出入国料の徴収を行う。これを支払わなかった場合には、彼女からホワイトベレーなどに報告され不法入国者として裁きの対象となる。
新世界編では、スカイピアにできた遊園地「ワゴームランド」の入場券売りをしている。
マリリン
エネル撃破後の宴で、サンジと踊っていた女性。42年前の「ミス・スカイピア」で、スカイピア一の美女だった。
ウバウ
声 - 間宮康弘（エピソードオブ空島）
400年前のスカイピアの「神」。空に運ばれてきたジャヤを自分が住むべき聖地とみなし、当時の神隊を率いてカルガラたちと交戦した。葉巻を吸っている。

### 神の軍団

#### 神
エネル
声 - 森川智之
スカイピア唯一神。通称「神（ゴッド）・エネル」。
ビルカ出身。37歳→39歳。誕生日は5月6日。身長266cm。おうし座。血液型S型。好物はリンゴ、バナナ。
その強さゆえに、自らを全能なる神と呼んで憚らない傲岸不遜な男。「恐怖こそ神」と考え、自分に歯向かう者には一切容赦しない冷酷な性格。その実力は本物で、能力だけでなく筋力も並外れており、戦術の柔軟性も高い。ロビンとの会話から得たわずかの情報で、黄金の大鐘楼の在り処を突き止めるなど、論理的な一面もある。太い眉毛と長い福耳を持ち、背には羽ではなく、雷神にあるような太鼓が付いている。頭に布製キャップをかぶっており、その下はパンチパーマである。一人称は基本的に「私」だが、時折「おれ」や「我」になる。笑い声は「ヤハハハ」。
自然系悪魔の実「ゴロゴロの実」の能力者。体を雷に変化させることができる「雷人間」。最大電力は2億ボルトと桁外れのエネルギーを操り、自らを雷とすることで黄金の中を伝ったり、雷の速度で移動することも可能。さらに相手の動きを読む「心綱（マントラ）」を、自身の能力と併用することでスカイピア中の会話を聞き取れる。武器は黄金の棍棒「のの様棒」。唯一の天敵は、雷の効かない「ゴムゴムの実」の能力者であるルフィ。作者曰く、青海に降りてきた場合懸賞金5億ベリー以上は確実だが、青海には桁違いに強い人物がいるため天下はとれないとのこと。
8年前に、自らの生まれた空島ビルカから神官や兵を率いて、スカイピアへ侵攻。神隊とシャンディアに大打撃を与えて、神の島に君臨した。それ以来、入国者を犯罪者に仕立てて裁きの地に誘導するよう義務付け、国民の罪の意識を煽っていた。また、神隊を酷使して、自らの能力で空を飛ぶ方舟「マクシム」を作らせた。その目的は「還幸」であり、故郷ビルカに伝わる聖地「限りない大地（フェアリーヴァース）」に到達し、文字通りの神の国を建設することにあった。また、雲や鳥でもないのに空に浮かぶスカイピアの存在そのものを不自然と考え、空島にいる全ての人間を地上に引きずり降ろそうとした。
麦わらの一味・シャンディアとのサバイバルに神官と神兵を投入し、自らも参戦する。サバイバル終盤、自分に抗うガン・フォールとロビンを倒す。ワイパーとの対決では海楼石で動きを封じられ、「排撃貝」を受けるが、雷の力による心臓マッサージで復活し、ワイパーとゾロを圧倒する。ルフィとの対決では雷の力が効かない事に混乱するが、電磁熱や雷の力を武器化した攻撃、「心綱」で一進一退を繰り返す。その後ルフィを一旦退け、完成した方舟マクシムで空島を消し去る為空に上がり、雷迎でエンジェル島を消し去るが、2度目の雷迎をルフィに阻止され、最後はルフィの「ゴムゴムの黄金回転弾」を受け、黄金の鐘に叩きつけられ敗北。マクシムとともに海雲に落ちるが、再度マクシムを起動させ「限りない大地」である月に向かって旅立って行った。
その後が表紙連載『エネルのスペース大作戦』で描かれ、自身の本望であった「限りない大地」である月に到達。遺跡採掘していた宇宙海賊を殲滅し、古代都市に眠っていた機械人形を復活させ、エネル軍団を立ち上げる。
技一覧
放電（ヴァーリー）
手から電撃を放つ。作中では100万V（ボルト）、2000万V、1億V、MAX2億Vを披露した。技名の由来は雷がヴァリヴァリ言うことから。
神の裁き（エル・トール）
腕を雷に変え、真横に極大化させて放つ。また、遠く離れた場所でも雲さえあればそこを介して真下に本物の雷のように放てる。技名の由来は北欧神話の雷神・トール。
稲妻（サンゴ）
腕を雷に変えて攻撃する。
電光（カリ）
全身から電熱を発する。技名の由来はマレー半島小人族の雷神・カリ。
3000万V「雷鳥（ヒノ）」
右肩近くの太鼓を叩き、鳥を模った電撃に変えて攻撃する。技名の由来は北アメリカ・イロコイ族の巨大雷鳥・ヒノ。
雷獣（キテン）
左肩近くの太鼓を叩き、狼を模った電撃に変えて攻撃する。技名の由来は日本の雷獣・木貂。
6000万V「雷龍（ジャムブウル）」
頭の上にある二つの太鼓を叩き、龍を模った電撃に変えて攻撃する。技名の由来はアーネムランドの雷神・ジャムブウル。
雷冶金（グロームパドリング）
金に電熱を流し込み、熔解させて自在に形を変える。また、武器である「のの様棒」を電熱を帯びる矛に変える。
万雷（ママラガン）
マクシムの作り出した雷雲から無数の雷を落とす。技名の由来はオーストラリア中央部の雷神・ママラガン。
雷迎（らいごう）
マクシムの作り出した雷雲を巨大な球にして落とし、内部に蓄えた幕放電を一気に解放して爆発させる。1度目にこの技を使用した際にエンジェル島を海雲ごと消滅させ、2度目でスカイピア全土を消し去ろうとしたが、ルフィの「ゴムゴムの花火 黄金牡丹」で破壊された。
2億V「雷神（アマル）」
全身から電撃を放出し、巨大な雷神のような姿となる。技名の由来は日本語で落雷を意味する「天降る（あもる）」。

#### 四神官
エネルに仕える4人の神官。それぞれが「試練」によって罪人を裁く役割をしており、4人とも「神の島（アッパーヤード）」全域まで「心綱」が使える。倒された後は、ゲダツを除き全員「雲流し」にされた。
サトリ
声 - 高戸靖広
「玉の試練」（生存率10%）の神官。副神兵長のホトリとコトリの三つ子の兄。異名は「森のサトリ」。
ビルカ出身。25歳→27歳。誕生日は3月10日。身長179cm。うお座。血液型S型。好物は白玉入り空島ぜんざい。
玉のような丸っこい体格。口癖は「ほっほーう!」で、よく笑いながら踊っている。神の島「迷いの森」のヴァースを掌っている。
びっくり雲と衝撃貝の使い手。相手の攻撃を「心綱」で読み取り、手袋に仕込んだ衝撃貝で受け止め反撃する。戦闘中の奇妙な踊りは、敵の集中力を阻害するためで、相手の平常心を奪うことで「心綱」の精度を上げている。
神の島に導かれたルフィ・ウソップ・サンジに立ちはだかり、「心綱」と「玉の試練」でルフィらを翻弄するが、ルフィのあまりにも予測不能な行動に「心綱」が対応できずに形勢が逆転。ルフィに動きを封じられ、サンジの「粗砕」を受けて敗北した。
名前の由来は「悟り」。
技一覧
びっくり雲
玉の形をした島雲で、その中には蛇や爆弾などがランダムに入っている。この他中身が空のハズレもある。
びっくり玉突き
その名の通りびっくり雲を突いて飛ばす。
びっくり玉蔓（たまかずら） 玉ドラゴン
刃物入りのびっくり雲・火薬入りのびっくり雲がドラゴンの形を作っている。体のどこかの火炎玉に触れると、大爆発を起こす。玉ドラゴンはひもで操られている。
衝撃貝（インパクトダイアル）
衝撃を自在に放出する。サトリはこれを手袋に仕込み、相手を攻撃する。

シュラ
声 - 太田真一郎
「紐の試練」（生存率3%）の神官。異名は「スカイライダー・シュラ」。
ビルカ出身。31歳→33歳。誕生日は9月20日。身長191cm。おとめ座。血液型S型。好物は空貝紐の甘辛炒め。
ゴーグル付きのパイロットキャップを被っている。四神官の中ではかなり気性が激しい性格。笑い声は「カハハハハ」。
紐雲と「火の槍」の使い手。愛鳥フザに乗って移動し、空中戦を得意とする。
生贄の祭壇に一人残ったチョッパーの元に現れ、メリー号のメインマストを燃やす。その際、助太刀に現れたガン・フォールと戦い、紐雲で動きを封じ勝利する。サバイバルではシャンディアの前に立ちはだかるが、ワイパーが命を賭して使用した排撃貝によって倒され、サバイバル最初の脱落者となった。
名前の由来は「修羅」。
技一覧
紐雲（ひもぐも）
それ自体は細く軽いが、束になると大の人間をも縛り付ける強靭さをもつ。
火の槍（ヒートジャベリン）
熱貝（ヒートダイアル）を仕込んだ槍。高熱を発し、刃先に触れたものを燃やしてしまう。
フザ
声 - 高塚正也
シュラの愛鳥である三丈鳥。口に炎貝（フレイムダイアル）を含んでいる。誕生日は2月3日。みずがめ座。好物は空トカゲ。
ゲダツ
声 - 高塚正也
「沼の試練」（生存率50%（うっかり））の神官。異名は「空番長」。
ビルカ出身。29歳→31歳。誕生日は8月10日。身長220cm。しし座。血液型S型。好物はゴローの手作りサンドイッチ。
蜘蛛の足のような髪形をしている。下唇を噛んだまま話す、腕組みを失敗する、白目をむいたまま見るなど極度のうっかり屋。
沼雲と噴風貝の使い手。両手の掌と靴底に雲貝、両肘に噴風貝を装備している。
サバイバルでは、偶然自分のテリトリーにて遭遇したチョッパーと交戦。最初は追い詰めるものの、片方の靴を脱がされバランスを失ったところに、チョッパーの渾身の一撃を食らう。攻撃には耐えたものの、自身の「うっかり」により沼雲に突っ込み、自滅した。
後日談が表紙連載『ゲダツのうっかり青海暮らし』で描かれた。脱出する際、勢い余って青海に落ち、高度1万メートル以上の上空から落下したのにもかかわらず、うっかり生きていた。青海のある島でゴローと知り合い、成り行きで彼を手伝い温泉を掘り当てる。その後、温泉のためのトンネルが何故かアラバスタに開通し、巨大海底トンネルでアラバスタと直通する、温泉島うっかり湯の番頭となった。
名前の由来は「解脱」。
技一覧
沼雲（ぬまぐも）
雲の質量・沼の性質を持つ。はまると自力では脱出できず、抜け出そうとすればするほど中に引きずり込まれてしまう。
沼雲バーガー
掌に仕込んだ「雲貝（ミルキーダイアル）」から沼雲を放ち、相手の頭を包み込んで窒息させる。
ジェットパンチ
肘に仕込んだ絶滅種噴風貝（ジェットダイアル）を使って、高速でパンチを繰り出す。チョッパーのガードポイントを物ともしない威力をもつ。本人曰く、服が破けてしまうのが難点。

オーム
声 - 竹本英史
「鉄の試練」（生存率0%）の神官。異名は「スカイブリーダー・オーム」。
ビルカ出身。27歳→29歳。誕生日は3月25日。身長189cm。おひつじ座。血液型XF型。好物は空ひじきと空大豆の煮物。
タンクトップを着用し、鋭い突起のあるサングラスをかけている。この事からゾロには「ツノサングラス」と呼ばれていた。欲望の為に戦い、儚く散る人間の脆さを涙を流すほど嘆いているが、人を救うには「皆が死ねばいい」という過激な思想の持ち主。「空の畜産家」を名乗り、愛犬ホーリーを従える。
鉄雲の使い手。柄頭が大きな球状をした刀を武器としている。この部分は鉄雲をチャージした雲貝であり、そこから鉄雲の刀身を繰り出す。
サバイバルでは上層遺跡に陣取り、麦わらの一味では最初に到着したチョッパーを仕留め、後から辿り着いたゾロやワイパーに対してもホーリーとの連携、鉄雲と「心綱」を使って追いつめるが、ゾロの「百八煩悩鳳」によって倒された。
名前の由来は神聖文字「オーム」。
技一覧
鉄雲（てつぐも）
重量は雲だが鉄の硬度を持ち、刀のように対象を斬ることができる。また、形も自由に変えられる。
鉄の鞭（アイゼンウィップ）
刀身に鉄雲を追加して伸ばし、鞭のように振るう。「刀」であるため当たると斬撃を喰らう事になる。劇中において最も多用した技。
鉄の堤防（アイゼンバック）
防御技。刀身を四角形に展開して広げる。
鉄の扇（アイゼンファン）
刀身を扇状に広げながら放つ。
鉄のフォーク（アイゼンフォーク）
刀身をフォーク型にして突き出す。
鉄のフルーレ（アイゼンフルーレ）
刀身を大きく振るって放つ。
白荊デスマッチ（しろいばらデスマッチ）
ホーリーの「ダッシュ」との合わせ技。領域である「鉄の試練」の真骨頂と呼ばれ、随所に仕掛けられている「鉄雲」の有刺鉄線トラップを特定の順番で起動し、絡み合わせてドームを形成する。
ホーリー
声 - 龍谷修武
オームの愛犬。大きさは人間の数倍。
誕生日は11月7日。さそり座。好物は空鶏のササミ。
オームの教育により完全な二足歩行と拳闘を身に付けているが、誰の命令にも忠実に従ってしまう。
オームを倒したゾロを襲おうとしたが、誰の命令にも従う性質を利用され、ゾロの「頭打って気絶しろ」という命令に従い気絶した。

#### 神兵
ヤマ
声 - 宇垣秀成
スカイピア神兵長。
ビルカ出身。43歳→45歳。誕生日は10月3日。身長366cm。てんびん座。血液型F型。好物は空ビラメのムニエル。
神兵を束ねており、四神官と同等の地位を持つ。かなりの巨体で体重も重いが動きは身軽。「斬撃貝」の使い手。笑い声は「ンフフフフ」。
サバイバルではゲンボウを倒し、神の島の遺跡でロビンとも対峙する。遺跡に対して遠慮のない破壊を続けたことが彼女の逆鱗に触れ、遺跡のない場所に誘導されたのち、容赦なく倒された。
名前の由来は「耶摩」。
技一覧
斬撃貝（アックスダイアル）
斬撃満点（アックスマウンテン）
10個の斬撃貝を飾り帯に仕込み、相手に襲い掛かる。
腹部満点（ストマックマウンテン）
相手に体当たりする。
拳満点 （パンチマウンテン）
相手を殴りつける。
落下満点（ドロップマウンテン）
大きく飛び上がり、相手を踏みつける。
ホトリ&コトリ
声 - 高戸靖広
スカイピア副神兵長。
ビルカ出身。25歳→27歳。誕生日は3月10日。身長179cm。うお座。血液型S型。好物は白玉入り空島ぜんざい。
神官サトリとは三つ子の兄弟。口癖は同じく「ほっほーう」。
ホトリは炎貝と斬撃貝、コトリは衝撃貝と屁をためた匂貝の使い手。サバイバルでメリー号に残ったナミとガン・フォールを襲撃するが、返り討ちにされた。
技一覧
びっくり貝イリュージョン（ - ダイアル - ）
2人が腕を組んでぐるぐる回ることで、どの手にどのダイアルがあるか惑わせる。
神兵
声 - 中尾良平、濱野雅嗣、藤本たかひろ
神兵長ヤマの部下。ヤギのような容姿をしている。総勢50メ〜（名）で、全員が斬撃貝の使い手。口癖は「メ〜」。

#### 神隊・その他
マッキンリー
声 - 園部啓一
ホワイトベレー部隊隊長。
エネルの下で不法入国者の取締りにあたる。武器は雲貝が仕込まれた「雲の矢（ミルキーアロー）」。
彼をはじめとするホワイトベレー部隊は、エネルの襲撃の際に、国民の無事を最優先に考え、あえて神隊を裏切ったいきさつがある。「住民が神の怒りに触れないように」と、住民を厳しく抑えることで守ろうとしてきた。空島崩壊の危機に際しては住民の避難に全力を尽くした。
新世界編では「神の守護者（ゴッドガーディアンズ）」に所属しており、パンプキンカフェの常連客になっている。
モイル
神隊の男。エンジェル島に妻と息子のモチがいる。
パガヤとコニスに、エネルがスカイピアの消滅を目論んでいることを伝えるが、その直後エネルの裁きを受ける。
賢者ゴーデ
エネルに仕える聖職者。サバイバルの最中、用済みとされエネルに始末される。

### シャンディア
ジャヤの先住民。インディアンに似た装いや生活習慣を持つ。

#### 現在
ワイパー
声 - 相沢正輝、木内レイコ（少年期）
シャンディアの戦士達のリーダー格。大戦士カルガラの子孫。異名は「戦鬼（せんき）」。
スカイピア「雲隠れの村」出身。22歳→24歳。誕生日は8月18日。身長183cm。しし座。血液型X型。好物はバーベキュー。
非常に好戦的、かつ邪魔する者を容赦なく排除しようとする過激な性格。右肩と顔に刺青があり、常にタバコをくわえている。先祖であるカルガラを絶対的な「保持神」と崇めており、「シャンドラの灯をともせ」を合い言葉に、戦士達の先頭に立って戦う存在。故郷の奪還という悲願と、祖先への強い思いを胸に秘めており、悲願達成のためなら己が身をも省みない不屈の信念を宿す。
「燃焼砲（バーンバズーカ）」と「排撃貝」の使い手。また、ウェイバーの一種であるシューターに海楼石を仕込んでいる。非常に高い戦闘能力と驚異的なタフさを誇り、常人では1発で自殺行為である排撃貝を2発撃っても立ち上がることができ、3発撃っても命を取り留めた。
幼少期に酋長からカルガラの無念を教えられ、いつの日か黄金の鐘を鳴らしシャンドラの灯をともすことを目指すようになる。かつて神の座にいたガン・フォールが和平交渉に来た際、ガン・フォールの「カボチャのジュースが好物」という発言の意味を理解できず、激怒して暴れ回った。
初登場時は鬼のような仮面をつけており、空島に上がってきたばかりの麦わらの一味を排除しようとルフィ達を一蹴するが、突如乱入したガン・フォールに邪魔され、撤退した。サトリが倒されたことを知り、神の島に乗り込むも、カマキリの負傷により一時撤退を余儀なくされる。
サバイバルでは開始早々排撃貝でシュラを倒し、その後に遭遇したルフィとは互角に渡り合った。上層遺跡でもゾロやオームと渡り合い、最後まで生き残る。エネルとの戦いでは海楼石で能力を封じ、排撃貝でダメージを与えるも、心臓マッサージにより復活したエネルの雷の力に圧倒され、敗北する。その後、ルフィが黄金の鐘を鳴らそうとしていることを知ると、自身の思いを託しルフィを援護した。サバイバル終結後、カルガラにシャンドラの灯を二度と絶やさないと誓った。
新世界編では、カマキリ・ブラハム・ゲンボウと共に「神の護衛隊」に入隊している。
技一覧
燃焼砲（バーンバズーカ）
風貝（ブレスダイアル）からガスを放出し、そこにバズーカで引火する。大木をも貫通する威力を誇る。
排撃貝（リジェクトダイアル）
衝撃貝の10倍の衝撃を放つが、その衝撃は使用者の命さえ危うくさせるほど強烈である。常人なら1発使うだけでも危険だが、ワイパーは合計で3発使った。チョッパーいわく、骨までボロボロになっていたらしい。
カマキリ
声 - けーすけ
シャンディアの戦士。
スカイピア「雲隠れの村」出身。22歳→24歳。誕生日は7月10日。身長214cm。かに座。血液型F型。好物は酒、山菜、雲グマ肉。
モヒカンヘッドにサングラスをかけている。ガスを溜めた風貝を仕込んだ剣「燃焼剣（バーンブレード）」を操る。
サバイバルの前日、神の島へ乗り込んだ際、ラキを庇い負傷する。サバイバルでは、巨大豆蔓付近まで辿り着きエネルと対峙するも、雷の圧倒的な力の前に手も足も出ず、敗北した。
ブラハム
声 - 乃村健次
シャンディアの戦士。
スカイピア「雲隠れの村」出身。22歳→24歳。誕生日は10月10日。身長179cm。てんびん座。血液型X型。好物は空サメのジャーキー。
帽子を目元付近まで深くかぶっている。閃光貝を仕込んだ二丁拳銃「閃光銃（フラッシュガン）」を操る。
サバイバルではゾロと対峙し、ウェイバーと閃光銃を駆使した戦法でゾロを翻弄するが、飛ぶ斬撃「三十六煩悩鳳」を受け、敗れる。サバイバル後の宴では、ゾロと杯を酌み交わしていた。
ゲンボウ
声 - 龍谷修武
シャンディアの戦士。
スカイピア「雲隠れの村」出身。23歳→25歳。誕生日は2月9日。身長193cm。みずがめ座。血液型S型。好物は雲豹の肉。
シャンディア随一の怪力の持ち主。空島では珍しい、鉄の砲弾を放つバズーカを操る。
サバイバルでは幾人もの神兵を倒すが、ヤマに倒された。
ラキ
声 - 富沢美智恵
シャンディアの女戦士。
スカイピア「雲隠れの村」出身。20歳→22歳。誕生日は7月7日。身長179cm。かに座。血液型S型。好物はカボチャ麺。
アイサと仲が良く、ヴァースを持って帰ると約束した。武器は銃。
サバイバルでは、エネルに倒されたカマキリからエネルの能力を聞き、ワイパーに伝えようと上層遺跡まで辿り着くも、現われたエネルに倒された。
新世界編では、コニスと共にパンプキンカフェを経営している。
ワラシ
シャンディアの戦士。武器は斧。サバイバルでは上層遺跡まで辿り着くも、オームに倒された。
マユシカ
シャンディアの戦士。四叉の武器を所持。サバイバルでは上層遺跡まで辿り着くも、ホーリーに倒された。
ヨツバネ
シャンディアの戦士。武器は弓。サバイバルでは上層遺跡まで辿り着くも、鉄雲の罠にかかり脱落した。
アイサ
声 - 鈴木真仁
シャンディアの少女。
スカイピア「雲隠れの村」出身。9歳→11歳。誕生日は1月3日。身長140cm。やぎ座。血液型F型。好物は飴雲。
生まれつき「心綱」を使える。たびたび神の島に潜り込み、ヴァースを集めていた。
エネルの仕掛けた「サバイバル」で戦士達の声が消えていくことを知り、神の島に踏み込もうとして、ナミと共にサバイバルに巻き込まれてしまう。その際に遭遇したルフィとも、行動を共にした。
新世界編では、スカイピアにできた遊園地「ワゴームランド」で玉雲配りをしている。
名前の由来は鳥のアイサ。
酋長
声 - 中江真司（168話 - 195話）、増谷康紀（エピソードオブ空島）
シャンディアの長。本名不明。「シャンドラの灯」と呼ばれる黄金の鐘にまつわる400年前の物語を現在に語り伝えている。
スカイピア「雲隠れの村」出身。63歳→65歳。誕生日は10月4日。身長179cm。てんびん座。血液型X型。好物はカボチャのジュース。
イーサ
声 - 水城レナ
アイサの母親。娘と違い、「心綱」は使えない。
ノラ
声 - 高塚正也
「空の主」と呼ばれる超巨大なウワバミ。
誕生日は3月10日。推定全長200m以上。推定体重4万t以上。
元は青海のジャヤ島にいたカシ神の孫で、島と一緒に空島に打ち上げられた。400年前はまだ小さな蛇で、カルガラたちには可愛がられていた。名前は、セトがノーランドの名前から付けたもの（「野良」とは関係ない）。牙からは大木を瞬時に腐らせる毒液が分泌し、「燃焼砲」が効かない頑丈な鱗を持つ。
シャンドラの鐘を探し、サバイバルでは多くの者を巻き込んだ。ルフィが再び鐘を鳴らした際には、カルガラたちのことを思い出しながら涙を流した。体内には島にあった様々な物が残っており、その中にあった黄金をルフィたちが持ち帰った。
新世界編では、遊園地「ワゴームランド」の名物「ノラバンジー」として、子供たちから人気を得ている。
『ONE PIECE magazine Vol.7』の「怪物図鑑」によれば、腹側の鱗は移動をスムーズにするため滑らかで柔らかになっており、保護するため麺状の毛が生えている。また、主に木の上で生活し頭を上にすることが多い性質上、血液の循環を良くするため通常のヘビに比べ心臓の位置が高くなっている。

#### 400年前
カルガラ
声 - 柴田秀勝
シャンディアの大戦士。ワイパーの先祖。
「偉大なる航路」ジャヤ出身。39歳没。誕生日は10月4日。身長222cm。てんびん座。血液型X型。好物は大魚の丸焼き。
赤い長髪、上半身に多くの刺青がある大男。ワイパー同様過激な性格。「侵入者を許さない」という島の戒律に従い、戦士達の先頭に立って侵入者を退けてきた。武器は槍で、巨大な鉄球を投げつける怪力を誇る。見聞色の覇気使い。
村に疫病「樹熱」が蔓延し多くの村人が犠牲になった際、樹熱を知らないためこれを「呪い」とし、神に生贄を捧げることで解決しようとしていた。島に侵入し儀式の邪魔をしたモンブラン・ノーランド一行を、初めは他の侵入者と同様に殺そうとしたが、ノーランドが命懸けで島を救ったことで彼とは無二の親友となる。その後、ノーランド達が住民にとっての命とも言える身縒木の林を切り倒したことで一旦は仲違いするが、それすらも村人達を想っての行動だったことを知り、出航直前にノーランドと和解。先祖のために鳴らしていた鐘を、再び来るノーランドのために絶やさず鳴らし続けると誓った。
ノーランド達がジャヤを後にした4年後、空島へと打ち上げられたジャヤを空の人間に奪われてしまう。それでも、再びジャヤを訪れ自分たちがいないことに狼狽えるであろうノーランドのことを思い、自身らが空にいることを伝えるために何としても鐘を鳴らそうと戦い続けた。だが、ノーランドが故郷でシャンドラの実在を訴え続けたことで処刑されたことを知る前に戦死。ノーランドに自身の存在を伝えようとしたカルガラの願いと、カルガラ達の健在を案じ続けたノーランドの願いが果たされるのは、400年後のこととなる。
ムース
声 - 皆口裕子
カルガラの娘。誕生日は6月3日。
カシ神への生け贄に選ばれるも、ノーランドに救われた。カルガラと並ぶノーランド一行の理解者で、一行と村人の間に軋轢が生じた時には誤解を解くために奔走した。後にセトと夫婦になる。
セト
声 - 岡村明美（少年期）、濱野雅嗣（青年期）、新井良平（青年期・エピソードオブ空島）
シャンディアの少年。誕生日は7月16日。
村を襲った疫病「樹熱」にかかってしまうが、ノーランド達に早期に発見されたため治療を受け一命を取り留めた。初めは島の戒律通りノーランド一行にも敵意をむき出しにしていたが、後には誰よりもノーランドを尊敬するようになる。後にムースと夫婦になる。
コバーン
声 - 中江真司
400年前のシャンディアの長。現在の酋長の先祖。
ハーブ
声 - 斉藤貴美子
カルガラの妻。ムースの母親。
チヤ
声 - 服巻浩司
シャンディアの「神官（パントリ）」。カシ神への生け贄に、村で一番美しいムースを指名して息絶えた。
カシ神
シャンディアが神と崇めていた大蛇。誕生日は11月4日。
島に危機が起こると、カシ神に生け贄を捧げる儀式が、生け贄の祭壇で行われる。生け贄に選ばれたムースを飲み込もうとしたが、ノーランドに一刀両断された。その後、カシ神の子供が島の地割れに挟まったノーランドを襲おうとしたが、カルガラに殺された。

### ウェザリア（人物）
ハレダス
声 - 納谷六朗
ウェザリアに住む気象学者の老人。研究者として、Dr.ベガパンクとも交流がある。
ビルカ出身。95歳→97歳。誕生日は10月14日。身長253cm。てんびん座。血液型X型。好物は青海から仕入れたお茶菓子。
くまによってウェザリアに飛ばされたナミと遭遇し、他の気象科学者共々ナミに手玉に取られる。マリンフォード頂上戦争後は、ナミに頼まれ新世界の気象を教える。2年後、ナミをシャボンディ諸島まで送り届け、上空から雨を降らせて海軍の銃火器を使えないように妨害した。その後は、今度ナミに会ったらオシャレだと言われるために、他の気象学者たちと服のセンスに磨きをかけている。

### 空島の出身者
ウルージ